# Мурацано (Анкона)
Мурацано је насеље у Италији у округу Анкона, региону Марке.
Према процени из 2011. у насељу је живело 45 становника. Насеље се налази на надморској висини од 508 м.